# Ruben Loftus-Cheek
Ruben Ira Loftus-Cheek (ur. 23 stycznia 1996 w Lewisham) – angielski piłkarz, pochodzenia gujańskiego występujący na pozycji pomocnika we włoskim klubie AC Milan. W latach 2017–2018 reprezentant Anglii. Uczestnik Mistrzostw Świata 2018. Wychowanek i wieloletni zawodnik angielskiej Chelsea.

## Kariera klubowa
Loftus-Cheek dołączył do Chelsea w wieku ośmiu lat. W młodzieżowych zespołach dwukrotnie wygrał FA Youth Cup, Ligę Młodzieżową UEFA oraz Premier League do lat 21.
10 grudnia 2014 zadebiutował w seniorskiej drużynie Chelsea wchodząc na ostatnie 7 minut w meczu przeciwko Sportingowi w ramach Ligi Mistrzów zmieniając Cesca Fabregasa. Londyński klub wygrał spotkanie 3;1 i zakończył fazę grupową na pierwszym miejscu. Pierwszy raz w Premier League wystąpił 31 stycznia 2015 w zremisowanym 1:1 meczu przeciwko Manchesterowi City zmieniając na placu gry Oscara.
13 kwietnia zagrał w finale młodzieżowej ligi UEFA rozgrywanym w Szwecji przeciwko Szachtarowi Donieck. Jego zespół wygrał tamto spotkanie 3:2. 10 maja 2015 roku, w meczu z Liverpoolem, Ruben po raz pierwszy wyszedł w podstawowym składzie klubu z Londynu. Został zmieniony przez Nemanje Maticia w 60 minucie. Spotkanie zakończył ze stuprocentową skutecznością podań. 29 marca 2016 roku zdobył pierwszą ligową bramkę dla The Blues w spotkaniu z Aston Villą. W sumie w sezonie 2015/16 rozegrał dla Chelsea 17 spotkań.
12 lipca 2017 roku w celu poszukiwania regularnych występów przeszedł Crystal Palace na zasadzie rocznego wypożyczenia.
Od kiedy powrócił z wypożyczenia w 2018 roku, występuje w pierwszym zespole Chelsea na pozycji środkowego pomocnika.
W dniu 6 lipca 2019 roku Loftus-Cheek podpisał nowy kontrakt z The Blues, wiążący go z klubem do 2024 roku.

## Sukcesy
- Mistrzostwo Anglii do lat 21: 2013/14
- FA Youth Cup: 2011/12, 2013/14
- Liga Młodzieżowa: 2014/15